# Меморијални музеј Централног комитета Комунистичке партије Македоније
Меморијални музеј Централног комитета Комунистичке партије Македоније (мкд. Меморијален музеј на Централниот комитет на Комунистичката партија на Македонија) је музеј у кући у којој је 19. марта 1943. године у Тетову основана Комунистичка партија Македоније.

## Историја
По доласку опуномоћеника ЦК КПЈ, Светозара Вукмановића Темпа у Северну Македонију, у духу организовања и ширења оружане борбе, одлучено је и да се оснује и национална партија унутар КПЈ и у Македонији, по узору на већ постојеће комунистичке партије Словеније и Хрватске. Рад дотадашњег Покрајинског комитета КПЈ за Македонију престао је с оснивањем Комунистичке партије Македоније 19. марта 1943. године у Тетову.
Прва, односно оснивачка седница одржана је у највећој тајности. На њој је изабран први састав Централног комитета који су чинили Лазар Колишевски као политички секретар (у том тренутку у бугарском затвору), Мара Нацева као организациони секретар, те Кузман Јосифовски Питу, Цветко Узуновски, Страхил Гигов и Бане Андреев. На седници је донесено много одлука значајних за даљи развој Народноослободилачког покрета у Македонији.
После рата, на кући су извршени обимни конзерваторско-рестаураторски радови, уређена је околина и пред кућом саграђен амфитеатрални простор за одржавање часа историје.

## Општи подаци
У унутрашњости музеја уређена је стална историјска и етнолошка поставка која је у целости посвећена Првој седници Централног комитета КПМ и верном изгледу ентеријера, односно етнолошким предметима којима се служило просечно градско домаћинство у првој половини 20. века.
Соба у којој је одржана седница верно представља изглед из 1943. године. На средини просторије налази се сто са документима, а зид је украшен муралом на којем је уметнички приказан призор са седнице ЦК КПМ.

## Галерија
- Прилаз музеју
- Простор за час историје
- Плоча на улазу у музеј
- Унутрашњост музеја
- Биста Јосипа Броза Тита пред музејем